# كنوي (ويلز)

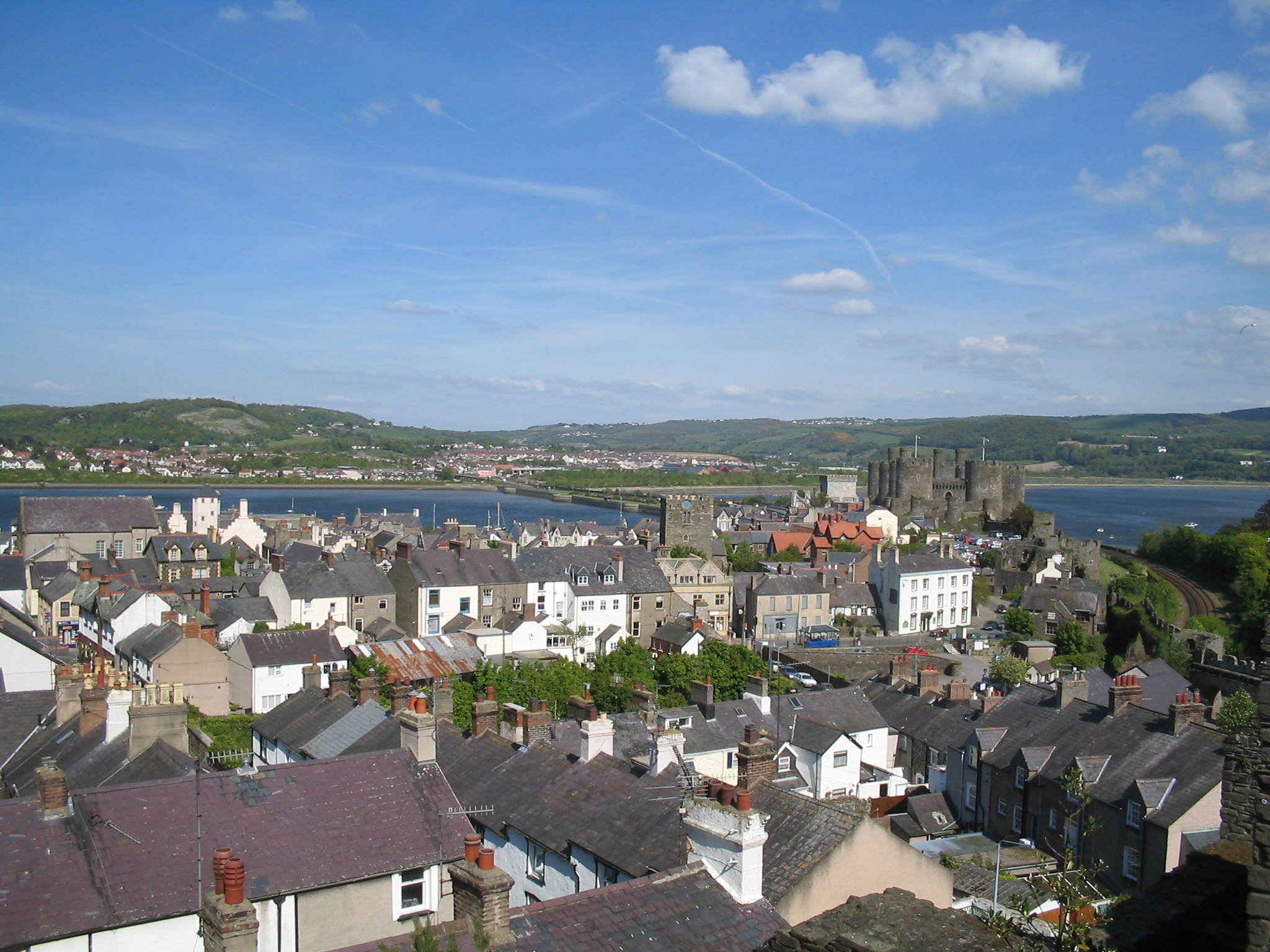
البلدة المسورة

كُنوي بلدة ساحلية في شمال ويلز (المملكة المتحدة). تقع في برة خاص بها، وتبعت سابقا غوينذ وكرنرفنشير.

## التاريخ
كانت ذا أهمية في عصور مضت، وأمر إدوارد الأول ملك إنجلترا بتشييد حصن وأسوار للمدينة، لا زالت باقية إلى اليوم.

## أعلام
- جون جيبسون